# کیابرام
کیابرام (به انگلیسی: Kyabram) یک شهرک در استرالیا است که در ویکتوریا (استرالیا) واقع شده‌است.